# Élections sénatoriales de 1946 dans la Somme
Les élections sénatoriales dans la Somme ont eu lieu les 24 novembre et 8 décembre 1946. Elles ont eu pour but d'élire les conseillers de la République représentant le département au Conseil de la République pour un mandat de deux années.

## Mode de scrutin
Héritier de la volonté d'avoir deux chambres législatives du MRP et des radicaux, mais également de l'opposition très forte du PCF et de la SFIO à l'ancien mode de désignation des sénateurs (loi du 10 décembre 1884), le compromis trouvé pour le mode de scrutin ménage une grande part de désignation direct par les électeurs.
Le système électoral commence par une élection de délégués au scrutin direct.
- Dans chaque canton, les citoyens votent pour une liste de candidats. Ces derniers sont élus à la Proportionnelle à la plus forte moyenne.
- Il y a un délégué par tranche de 300 inscrits dans le canton. Les cantons dépassant 15 000 inscrits sont divisés en sections comprises entre 5 000 et 15 000 inscrits.
- Le panachage est interdit.

Les délégués élus dans les cantons le 24 novembre, ainsi que les députés et les conseillers généraux sont convoqués au chef-lieu de département pour voter pour un (ou des) "Conseiller de la République" par tranche de 500 000 habitants ou fraction de ce nombre (soit un élu pour la Somme). Le but est d'élire 200 Conseillers, mais le seuil d'habitants très haut ne permet pas d'atteindre ce chiffre et seulement 127 personnes sont élues directement.
- Pour obtenir les 200 élus, il est procédé à une centralisation de tous les votes obtenus dans chaque département par chaque candidat de chaque parti, dans une "commission centrale de recensement" à Paris.
- Les 73 sièges restant à pourvoir sont attribués aux partis selon la proportionnelle à la plus forte moyenne, en tenant compte des sièges déjà obtenu par chacun d'eux.
- Ensuite, ce ne sont pas les partis qui choisissent les élus. Ce sont les "meilleurs" non-élus, c'est-à-dire ceux qui ont obtenus la part de voix la plus haute dans leur département, sans toutefois être élus, qui deviennent Conseillers.

## Contexte départemental
Depuis la Libération, les effectifs du collège électoral des grands électeurs composés des députés et conseillers généraux ont été élus, avec les élections cantonales de 1945 et les élections législatives de novembre 1946.
Le reste du collège électoral doit être désigné lors du vote des délégués cantonaux, le 24 novembre 1946.

## Résultats

### Élection des délégués le 24 novembre 1946
|                | Parti communiste français                      | 72 452  | 33,45  | 321 |  |  |  |
|                | Mouvement républicain populaire                | 60 276  | 27,83  | 265 |  |  |  |
|                | Section française de l'Internationale ouvrière | 44 638  | 20,61  | 189 |  |  |  |
|                | Rassemblement des gauches républicaines        | 37 762  | 17,43  | 159 |  |  |  |
|                | Concentration républicaine                     | 1 465   | 0,68   | 6   |  |  |  |
|                |                                                |         |        |     |  |  |  |
| Inscrits       | Inscrits                                       | 275 309 | 100,00 | 940 |  |  |  |
| Abstentions    | Abstentions                                    | 55 508  | 20,16  |     |  |  |  |
| Votants        | Votants                                        | 219 801 | 79,84  |     |  |  |  |
| Blancs et nuls | Blancs et nuls                                 | 3 208   | 1,46   |     |  |  |  |
| Exprimés       | Exprimés                                       | 216 593 | 98,54  |     |  |  |  |

### Élection du 8 décembre 1946
|                | Augustin Dujardin  | PCF            | 333 | 33,91  |  |  |
|                | Paul Duclercq      | MRP            | 278 | 28,31  |  |  |
|                | André Bernard      | SFIO           | 203 | 20,67  |  |  |
|                | Jean Gilbert-Jules | RGR            | 166 | 16,90  |  |  |
|                | Hubert Dubois      | RI             | 2   | 0,20   |  |  |
|                |                    |                |     |        |  |  |
| Inscrits       | Inscrits           | Inscrits       | 984 | 100,00 |  |  |
| Abstention     | Abstention         | Abstention     | 1   | 0,10   |  |  |
| Votants        | Votants            | Votants        | 983 | 99,90  |  |  |
| Blancs ou nuls | Blancs ou nuls     | Blancs ou nuls | 1   | 0,10   |  |  |
| Exprimés       | Exprimés           | Exprimés       | 982 | 99,10  |  |  |

Ayant obtenu l'une des plus fortes moyennes, Paul Duclercq (MRP) fait partie des 73 élus désignés pour pourvoir au nombre de sièges vacants.

## Conseillers de la République élus
|  | Identité          | Étiquette | Groupe | Autres mandats                      |
|  | ----------------- | --------- | ------ | ----------------------------------- |
|  | Augustin Dujardin | PCF       | COM    | Conseiller général d'Amiens Sud-est |
|  | Paul Duclercq     | MRP       | MRP    | Conseiller municipal d'Abbeville    |